# Química fina
Química fina é aquela atividade de obtenção de compostos químicos que se caracteriza pela síntese e produção industrial de produtos químicos de altíssimo valor agregado em pequena quantidade. A química fina produz os chamados produtos químicos finos, que são substâncias químicas puras, simples que são produzidas comercialmente com reações químicas em aplicações altamente especializadas. Produtos químicos finos produzidos podem ser classificadas em ingredientes farmacêuticos ativos e seus intermediários (fármacos), biocidas e produtos químicos especiais para aplicações técnicas.